# Mundesley
Mundesley est un village du comté de Norfolk en Angleterre. Il se trouve à environ 11.1 kilomètres à l'ouest de Cromer, et à proximité des côtes. Il se trouve à l'embouchure de la Rivière Mun.Il y a 2695 habitants selon le recensement de 2001.

## Histoire
Dans le recensement Domesday Book réalisé pour Guillaume le Conquérant en 1086, le village est mentionné sous le nom de Muleslai.

## Galerie

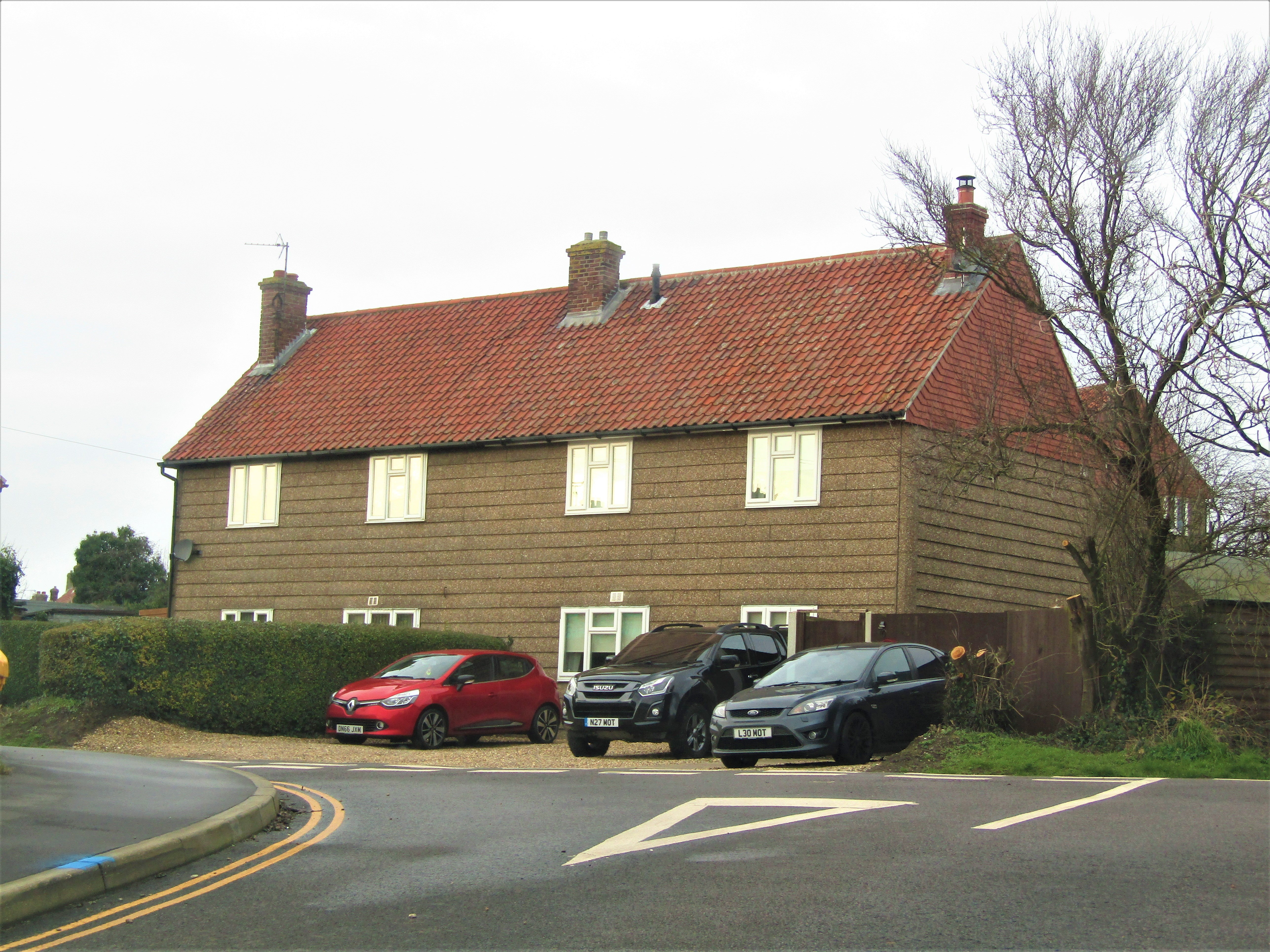
Maison Airey à Mundesley